# Fabian Ernst
Fabian Ernst (* 30. Mai 1979 in Hannover) ist ein ehemaliger deutscher Fußballspieler.

## Karriere

### Im Verein

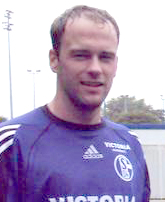
Fabian Ernst beim FC Schalke 04 (2005)

Ernst begann 1983 im Alter von vier Jahren mit dem Vereinsfußball bei Hannover 96. Er durchlief sämtliche Jugendmannschaften des Vereins und mehrere Jugendnationalteams und bekam 1996 als 17-Jähriger einen ersten Profivertrag bei den Niedersachsen, auf dem er in den Saisonen 1996/97 und 1997/98 zum Stammspieler wurde. 1998 wechselte er zum Hamburger SV, den er 2000 wieder verließ und zu Werder Bremen ging. Nach dem Gewinn der Meisterschaft und des DFB-Pokals 2004 wechselte er 2005 zum Ligakonkurrenten FC Schalke 04, mit dem er im selben Jahr den Ligapokal gewinnen konnte. Im Winter 2009 wechselte er zum Ende der Transferfrist in die Türkei zu Beşiktaş Istanbul. Mit dem Traditionsclub gewann Ernst noch in der gleichen Saison den türkischen Pokal durch einen 4:2-Erfolg im Finale über den Lokalrivalen Fenerbahçe Istanbul sowie die türkische Meisterschaft.
Im Sommer 2012 löste er seinen noch bis zum Sommer 2014 laufenden Vertrag in gegenseitigem Einvernehmen mit Beşiktaş auf. Bereits wenige Tage nach dieser Vertragsauflösung wechselte er zum Süper-Lig-Aufsteiger Kasımpaşa Istanbul. Am 18. Juni 2013 erklärte der Verein, der ursprünglich bis 2014 laufende Vertrag sei in beiderseitigem Einvernehmen aufgelöst worden. Ernst beendete damit seine Karriere als Profifußballspieler. Im Sommer 2014 schloss er sich als Amateur dem OSV Hannover in der Landesliga Hannover an. Dort beendete er im Sommer 2015 endgültig seine Karriere als Spieler und läuft nun für die Altherren vom Polizei-sv Hannover auf. Er ist als Trainer für die 96-Fußballschule aktiv.

### Nationalmannschaft

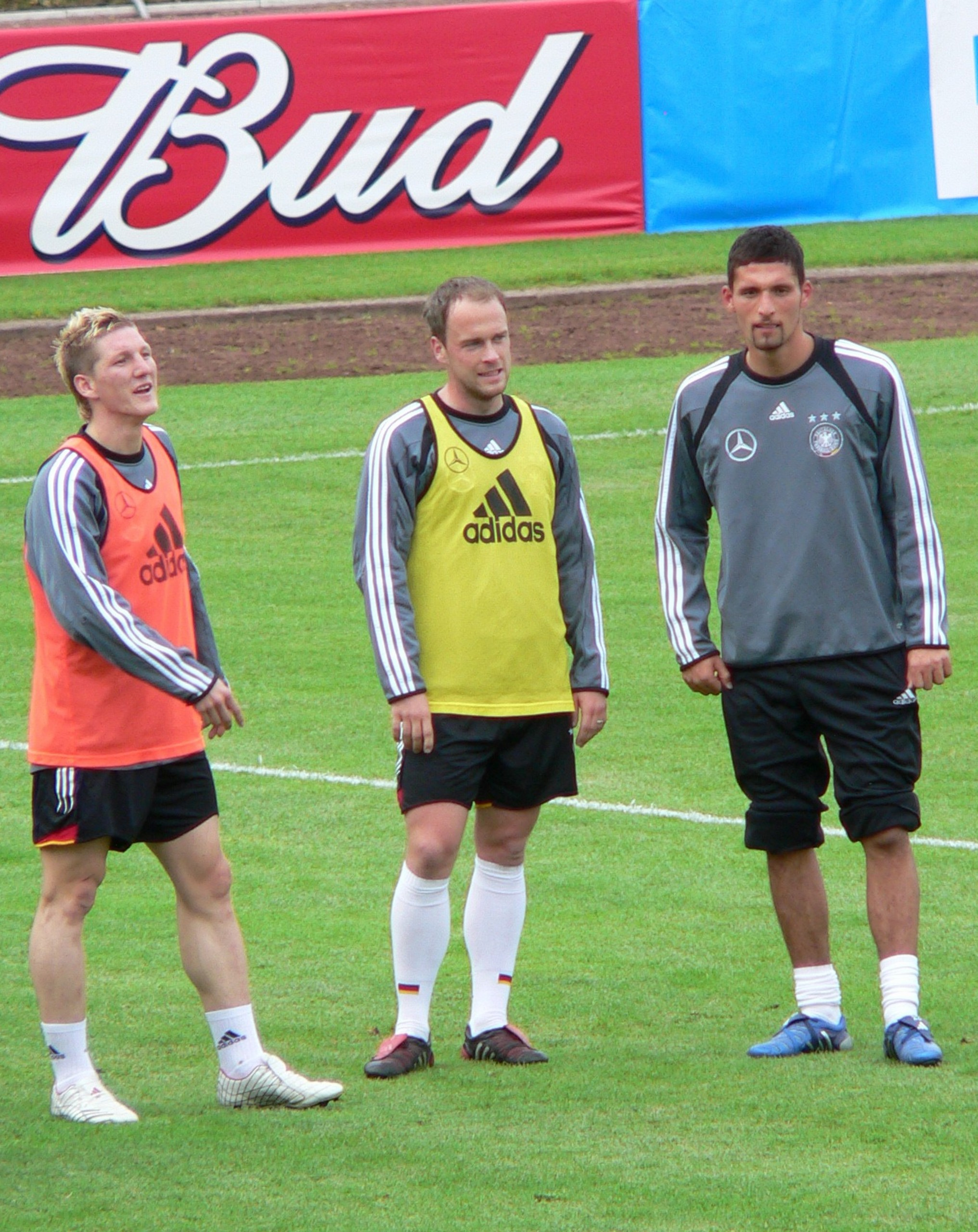
Fabian Ernst (m.) mit Schweinsteiger und Kurányi in der Nationalmannschaft (2005)

Fabian Ernst war deutscher Nationalspieler, hat 24 Länderspiele absolviert und dabei ein Tor erzielt. Er wurde im Mai 2002 als „Aushilfsspieler“ für zwei Vorbereitungsspiele der Nationalmannschaft zur Weltmeisterschaft 2002 nominiert. Sein erstes Länderspiel absolvierte er kurze Zeit später am 9. Mai 2002 in Freiburg im Breisgau beim 7:0-Erfolg gegen Kuwait. Nach dem Spiel gegen Wales, bei dem ihm ein Einsatz verwehrt blieb, wurde er mit den anderen „Aushilfsspielern“ wieder – wie geplant – aus dem Kader gestrichen. Im vorläufigen WM-Kader war er zu keinem Zeitpunkt vertreten. Mit der Nationalmannschaft nahm Ernst an der Europameisterschaft 2004 in Portugal teil, wo er jedoch nur einen Kurzeinsatz im ersten Gruppenspiel gegen die Niederlande verbuchen konnte. Für die Weltmeisterschaft 2006 wurde er in letzter Minute überraschend nicht nominiert.
Ernst spielte auch im Team 2006, das er, wie auch alle Jugendnationalmannschaften (er durchlief jede), als Kapitän aufs Feld führte. 1998 wurde er Vizeeuropameister mit der U-18, er ist Rekordhalter der U-21 mit 31 Spielen.
2007 gab Ernst bekannt, dass er nicht mehr für die Nationalmannschaft unter Löw spielen werde.

## Nach der Karriere
Seit Januar 2019 war Ernst Miteigentümer des dänischen Zweitligisten Næstved BK. Nach dem Abstieg in die drittklassige 2. Division beendete er das Engagement Ende 2020 wieder.
2019 hoben Ernst und ein Freund bereits einen Verein aus der Taufe, die Football Innovation Academy (FIA) umfasst sechs Jugendmannschaften. Grundlage war der Gedanke, Individualtraining für Kinder anzubieten.
2022 wurde bekannt, dass er gemeinsam mit anderen Fußballern den „smarten Fußball“ erfunden hat. Dabei wird ein Chip in den Ball integriert und übermittelt in Echtzeit wichtige Daten an eine spezielle App.

## Sonstiges
Fabian Ernst ist bis heute seinem Geburtsort Hannover treu geblieben. Dort wohnt er nämlich seit seinem Karriereende gemeinsam mit seiner Familie; diese besteht aus seiner Frau Julia und den Zwillingen im Teenageralter. Ernst pflegt seit Jahren eine enge Freundschaft mit seinem ehemaligen Mannschaftskameraden Gerald Asamoah, der wie Ernst in der Jugend von Hannover 96 spielte und sogar in dieselbe Realschulklasse ging, bevor Ernst auf das Gymnasium Wilhelm-Raabe-Schule und dann auf die Humboldtschule Hannover wechselte. Man traf sich öfter in der Nationalmannschaft wieder und von 2005 bis Januar 2009 spielten sie zusammen beim FC Schalke 04.

## Erfolge
Vereinsebene
- Deutscher Meister: 2004
- DFB-Pokalsieger: 2004
- Deutscher Ligapokalsieger: 2005
- Türkischer Meister: 2009
- Türkischer Pokalsieger: 2009, 2011

Individuell
- Bremer Sportler des Jahres: 2003